# 136

136(백삼십육)은 135보다 크고 137보다 작은 자연수다.

## 수학
- 합성수로, 그 약수는 1, 2, 4, 8, 17, 34, 68, 136이다. 진약수의 합은 134이므로, 136은 부족수다.
- 16번째 삼각수다. 앞의 삼각수는 120, 다음 삼각수는 153이다.
- 4번째 이십사각수다. 앞의 이십사각수는 69, 다음은 225다.
- 10번째 중심있는 삼각수다. 앞의 중심있는 삼각수는 109, 다음은 166이다.

## 교통

### 철도
- 수도권 전철 1호선 노량진역의 역번호.
- 대구 도시철도 1호선 동구청역의 역번호.

### 도로
- 고속도로 및 국도
  - 유럽 고속도로 136호선: 노르웨이 올레순에서 돔보스까지 이어지는 유럽 고속도로.
  - 일본 136번 국도(일본어판): 시즈오카현 시모다시에서 미시마시까지 이어지는 일본의 국도.
- 기타 도로
  - 현도 제136호선

## 군사
- U-136: 독일의 군용 잠수함. 제1차 세계 대전에 사용된 1917년제 모델(영어판, 독일어판)과 제2차 세계 대전에 사용된 1941년제 모델(영어판, 독일어판)이 있다.

## 문화유산
- 대한민국의 국보 제136호: 금동 용두보당
- 대한민국의 보물 제136호: 경주 남산 미륵곡 석조여래좌상
- 대한민국의 사적 제136호: 강화 참성단

## 방송
- 스카이라이프의 OBS W 채널 번호.
- 지니 TV의 더M 채널 번호.
- B tv의 채널U 채널 번호.
- U+ TV의 중화TV 채널 번호.
- LG헬로비전의 채널와이드 채널 번호.
- B tv 케이블의 바둑TV 채널 번호.
- KT HCN의 채널 나우 채널 번호.

## 기타
- 연도: 136년, 기원전 136년